# Cristian Rodríguez (tennista)
Cristian Rodríguez (Bogotà, 24 giugno 1990) è un tennista colombiano.
Specialista del doppio, ha vinto diversi titoli nei circuiti Challenger e ITF e ha raggiunto il miglior ranking ATP al 69º posto nel marzo 2024. Nel circuito maggiore non ha mai superato le semifinali. Ha giocato tutti i tornei del Grande Slam, ma ha vinto in totale un solo incontro al torneo di Wimbledon 2022. Ha esordito nella squadra colombiana di Coppa Davis nel febbraio 2018.

## Statistiche
Aggiornate al 14 luglio 2025.

### Tornei minori

#### Singolare

##### Vittorie (4)
| Legenda tornei minori |
| Challenger (0)        |
| ITF (4)               |

#### Finali perse (9)
| Legenda tornei minori |
| Challenger (0)        |
| ITF (9)               |

#### Doppio

##### Vittorie (32)
| Legenda tornei minori |
| Challenger (14)       |
| ITF (18)              |

| N.  | Data              | Torneo                                             | Superficie  | Compagno            | Avversari in finale                      | Punteggio           |
| 1.  | 6 luglio 2013     | Internazionali di Tennis dell'Umbria, Todi         | Terra rossa | Santiago Giraldo    | Andrea Arnaboldi Gianluca Naso           | 4-6, 7-6(2), [10-3] |
| 2.  | 28 agosto 2021    | Open Barletta, Barletta                            | Terra rossa | Marco Bortolotti    | Gijs Brouwer Jelle Sels                  | 6-2, 6-4            |
| 3.  | 25 settembre 2021 | Ambato La Gran Ciudad, Ambato                      | Terra rossa | Diego Hidalgo       | Alejandro Gómez Thiago Agustín Tirante   | 6-3, 4-6, [10-3]    |
| 4.  | 22 gennaio 2022   | Challenger Concepción, Concepción                  | Terra rossa | Diego Hidalgo       | Francisco Cerúndolo Camilo Ugo Carabelli | 6-2, 6-0            |
| 5.  | 29 gennaio 2022   | Santa Cruz Challenger, Santa Cruz de la Sierra     | Terra rossa | Diego Hidalgo       | Andrej Martin Tristan-Samuel Weissborn   | 4-6, 6-3, [10-8]    |
| 6.  | 12 marzo 2022     | Santiago Challenger, Santiago del Cile             | Terra rossa | Diego Hidalgo       | Pedro Cachín Facundo Mena                | 6-4, 6-4            |
| 7.  | 12 marzo 2022     | Pereira Challenger, Pereira                        | Terra rossa | Luis David Martínez | Grigoriy Lomakin Oleg Prihodko           | 7-6(2), 7-6(3)      |
| 8.  | 7 maggio 2022     | Salvador Challenger, Salvador de Bahia             | Terra verde | Diego Hidalgo       | Orlando Luz Felipe Meligeni Alves        | 7-5, 6-1            |
| 9.  | 23 luglio 2022    | Internazionali di Tennis Città di Trieste, Trieste | Terra rossa | Diego Hidalgo       | Marco Bortolotti Sergio Martos Gornés    | 4-6, 6-3, [10-5]    |
| 10. | 18 marzo 2023     | Viña del Mar Challenger, Viña del Mar              | Terra rossa | Diego Hidalgo       | Luciano Darderi Andrea Vavassori         | 6-4, 7-6(5)         |
| 11. | 24 giugno 2023    | Cali Open, Cali                                    | Terra rossa | Guido Andreozzi     | Orlando Luz Oleg Prihodko                | 6-3, 6-4            |
| 12. | 19 agosto 2023    | Golden Gate Open, Stanford                         | Cemento     | Diego Hidalgo       | Julian Cash Henry Patten                 | 6(1)-7, 6-4, [10-8] |
| 13. | 14 ottobre 2023   | Challenger de Buenos Aires, Buenos Aires           | Terra rossa | Diego Hidalgo       | Fernando Romboli Marcelo Zormann         | 6-3, 6-2            |
| 14. | 7 settembre 2024  | Shanghai Challenger, Shanghai                      | Cemento     | Matthew Romios      | Rithvik Choudary Bollipalli Arjun Kadhe  | 7-6(4), 1-6, [10-7] |

#### Finali perse (35)
| Legenda tornei minori |
| Challenger (15)       |
| ITF (20)              |

| N.  | Data             | Torneo                                             | Superficie  | Compagno            | Avversari in finale                           | Punteggio        |
| 1.  | 6 novembre 2021  | Challenger Ciudad de Guayaquil, Guayaquil          | Terra rossa | Diego Hidalgo       | Jesper de Jong Bart Stevens                   | 5-7, 2-6         |
| 2.  | 15 gennaio 2022  | Aberto de Tênis de Santa Catarina, Blumenau        | Terra rossa | Diego Hidalgo       | Boris Arias Federico Zeballos                 | 6(3)-7, 1-6      |
| 3.  | 19 marzo 2022    | Challenger del Biobío, Concepción                  | Terra rossa | Diego Hidalgo       | Andrea Collarini Renzo Olivo                  | 4-6, 4-6         |
| 4.  | 23 aprile 2022   | Tallahassee Tennis Challenger, Tallahassee         | Terra rossa | Diego Hidalgo       | Gijs Brouwer Christian Harrison               | 6-4, 5-7, [6-10] |
| 5.  | 14 maggio 2022   | Challenger Coquimbo, Coquimbo                      | Terra rossa | Diego Hidalgo       | Guillermo Durán Nicolás Mejía                 | 4-6, 6-1, [7-10] |
| 6.  | 25 giugno 2022   | Milano ATP Challenger, Milano                      | Terra rossa | Diego Hidalgo       | Luciano Darderi Fernando Romboli              | 4-6, 6-2, [5-10] |
| 7.  | 17 luglio 2022   | Iași Open, Iași                                    | Terra rossa | Diego Hidalgo       | Geoffrey Blancaneaux Renzo Olivo              | 4-6, 6-2, [6-10] |
| 8.  | 25 febbraio 2023 | Monterrey Challenger, Monterrey                    | Cemento     | Luis David Martínez | André Göransson Ben McLachlan                 | 3-6, 4-6         |
| 9.  | 11 marzo 2023    | Santiago Challenger, Santiago del Cile             | Terra rossa | Diego Hidalgo       | Pedro Boscardin Dias João Lucas Reis da Silva | 4-6, 6-3, [7-10] |
| 10. | 15 luglio 2023   | San Benedetto Tennis Cup, San Benedetto del Tronto | Terra rossa | Diego Hidalgo       | Fernando Romboli Marcelo Zormann              | 3-6, 4-6         |
| 11. | 13 agosto 2023   | Santo Domingo Open, Santo Domingo                  | Terra rossa | Diego Hidalgo       | Pedro Boscardin Dias Gustavo Heide            | 4-6, 5-7         |
| 12. | 8 ottobre 2023   | Campeonato Internacional de Campinas, Campinas     | Terra rossa | Diego Hidalgo       | Guido Andreozzi Guillermo Durán               | 6(4)-7, 3-6      |
| 13. | 28 ottobre 2023  | Curitiba Challenger, Curitiba                      | Terra rossa | Diego Hidalgo       | Guido Andreozzi Ignacio Carou                 | 4-6, 4-6         |
| 14. | 4 maggio 2024    | Open du Pays d'Aix, Aix-en-Provence                | Terra rossa | Diego Hidalgo       | Luke Johnson Skander Mansouri                 | 3-6, 3-6         |
| 15. | 13 luglio 2025   | Hall of Fame Open, Newport                         | Erba        | Hans Hach Verdugo   | James Tracy Robert Cash                       | 6(3)-7, 3-6      |
| 16. | 17 agosto 2025   | Open Barranquilla, Barranquilla                    | Cemento     | Benjamin Kittay     | Taha Baadi Dan Martin                         | 6-2, 6-4         |